# Jacek Arlet
Jacek Arlet, né le 19 juin 1922, à Cracovie, en Pologne et mort le 13 novembre 2011, à Varsovie, en Pologne, est un ancien joueur de basket-ball polonais.